# Santa Anna (Illinois)
Santa Anna é um dos treze distritos de DeWitt County, Illinois, Estados Unidos. De acordo com o censo de 2010, sua população era de 2.502 pessoas.

## Geografia
De acordo com o censo de 2010, o município tem uma área total de 29.09 sq mi (75.3 km2), dos quais 28.96 sq mi (75.0 km2) é terra e 0.13 sq mi (0.34 km2) é água.